# Pineywoods
La pineywood est une race bovine des États-Unis.

## Origine
Cette population a pour origine les bovins amenés par les Conquistadores Espagnols sur la côte orientale des États-Unis à partir du XVIe siècle. La population bovine a essaimé avec ses éleveurs ou sous forme marrone vers le delta du Mississippi. Son nom peut être traduit en français par « bois de pins » que l'on trouve au sud de l'état du Mississippi. 
Elle puise ses origines au sein de la même population initiale que les races texas Longhorn, corriente ou  Floride.

## Morphologie
La pineywoods n'a pas de standard défini. La couleur comprend le pie rouge et le pie noir, du quasi blanc au rouge. Le même gradiant de couleur existe avec le noir. De même la répartition va du pie à pourcentage de couleur variable à bringé. La ligne dorsale blanche sur robe colorée existe aussi. L'association des éleveurs répertorie une vingtaine de familles, chacune ayant des animaux à robe différente.

## Aptitudes
Depuis cinq siècles, la sélection naturelle a forgé une population résistante aux aléas climatiques locaux et aux maladies qui en découlent. Les animaux peuvent se contenter de la végétation de sous-bois incultes qu'ils peuvent valoriser. Son élevage se fait avec peu d'influence humaine, donnant des animaux à la carcasse. 

## Sources